# Lluvia de peces
Lluvia de peces lub aguacero de pescados (pol. deszcz ryb) – zjawisko meteorologiczne występujące w honduraskiej gminie Yoro, w departamencie o tej samej nazwie. Niemalże każdego roku, między majem a lipcem – w miesiącach, w których ma początek pora deszczowa w północnym Hondurasie – odnotowuje się trwające od dwóch do trzech godzin burze z grzmotami i błyskawicami, ulewnym deszczem i silnym wiatrem. Po ich ustąpieniu na powierzchni ziemi mieszkańcy gminy znajdują podskakujące w kałużach wody żywe ryby. Tubylcy przekonują, że zawsze są to ryby charakterystyczne dla zbiorników słodkowodnych i niespotykane w pobliskich wodach.
Yoreños wierzą, że deszcz jest dziełem Boga. Po raz pierwszy miało to się wydarzyć około 1860 roku, kiedy do Hondurasu przybył hiszpański misjonarz Manuel de Jesús Subirana. Kapłan zderzył się tu z ogromną biedą. Przez trzy dni i trzy noce modlił się do Boga z prośbą o pomoc w zdobyciu pożywienia dla miejscowej ludności. Bóg miał dokonać cudu właśnie w postaci spadających z nieba ryb. Ciało misjonarza spoczywa w jednym z kościołów w Yoro.
Naukowcy nie potrafią w sposób jednoznaczny odpowiedzieć, skąd się biorą ryby. Dominują dwie hipotezy. Według jednej z nich zwierzęta rozrzucane są przez trąbę morską, która wcześniej zasysa je wraz z wodą. Tej hipotezie przeczą jednak dwa fakty. Po pierwsze trąby morskie są z reguły słabsze niż ich lądowe odpowiedniki i jest mało prawdopodobne, by dotarły do Yoro znad Morza Karaibskiego, pokonując około 200 kilometrów. Po drugie mieszkańcy odnajdują gatunki słodkowodne. Inną z hipotez wysunęli w latach 70. XX wieku naukowcy z ekspedycji „National Geographic”, którzy zaobserwowali, że część ryb jest ślepa. Według nich zwierzęta te żyją pod ziemią. Przedostają się na powierzchnię przez szczeliny w gruncie pod wpływem gwałtownego wezbrania wody w podziemnych rzekach, w trakcie trwania ulewy.
Niezależnie od wyjaśnienia zjawisko lluvia de peces stało się nieodłączną częścią historii i tradycji gminy Yoro. Od 1997 roku, corocznie w okolicach połowy czerwca, odbywa się Festival de la Lluvia de Peces, podczas którego ma miejsce uroczysta parada dziękczynna, na ulicach słychać muzykę, a wśród kulinarnych przysmaków dominują smażone ryby.